# Oxytropis stracheyana
Oxytropis stracheyana är en ärtväxtart som beskrevs av Aleksandr Andrejevitj Bunge. Oxytropis stracheyana ingår i släktet klovedlar, och familjen ärtväxter. Inga underarter finns listade i Catalogue of Life.